# Neopalpa
Neopalpa är ett släkte av nattfjärilar i familjen Gelechiidae. De finns i Kalifornien, Arizona och norra Mexiko. Neopalpa klassificeras som Gnorimoschemini och är närmast släkt med släktena Ochrodia och Ephysteris.

## Arter
I släktet ingår två arter:
- Neopalpa donaldtrumpi
- Neopalpa neonata [2] [3]